# Married Women’s Property Act 1870
Das englische Gesetz Married Women’s Property Act 1870 (33 & 34 Vict. c.93 – deutsch: Eigentumsgesetz für verheiratete Frauen, 1870) – war ein Gesetz des englischen Parlaments, das 1870 den verheirateten Frauen erlaubte, legale Eigentümerinnen ihres Erwerbseinkommens zu sein und Besitz erben zu dürfen.

## Hintergrund
Vor 1870 wurde jegliche Geldeinnahme, die eine Frau entweder durch einen Lohn, durch Investment, durch Schenkung oder durch Erbschaft erhielt, automatisch Besitz des Ehemannes, wenn sie die Heirat eingegangen war. Denn durch diese wurde die Identität der Ehefrau auf gesetzliche Weise durch die des Ehemannes absorbiert oder von seiner überdeckt; sie machte beide vor dem Gesetz auf wirksame Weise zu einer Person.
Wenn eine Frau verheiratet war, hatte sie keinen Anspruch auf ihren Besitz, da der Ehemann die volle Kontrolle darüber hatte und mit ihm tun konnte, was immer er wollte: „Thus, a woman, on marrying, relinquished her personal property — moveable property such as money, stocks, furniture, and livestock--- to her husband’s ownership; by law he was permitted to dispose of it at will at any time in the marriage and could even will it away at death“. (deutsch: Auf diese Weise übertrug eine Frau durch die Heirat ihren persönlichen Besitz – beweglichen Besitz wie Geld, Lagerbestände und Anlagen, Möbel und Vieh – in das Eigentum des Mannes; durch Gesetz war es ihm erlaubt, nach seinem Willen zu jeder Zeit innerhalb der Ehe darüber zu verfügen, und er konnte es bei seinem Tod durch Verfügung weggeben.)
Zum Beispiel ging jegliches Material mit einem „Copyright“ bei der Heirat auf den Ehemann über. So ähnlich wie es bei einem Arbeitgeber war, wo das Copyright, das während der Beschäftigung entstanden war, dem Arbeitgeber gehörte. Sogar im Tod hatte der Ehemann weiterhin die Kontrolle über ihren früheren Besitz. Vor der Verabschiedung des Gesetzes verloren die Frauen ihr gesamtes Besitztum, wenn sie verheiratet wurden.
„From the early thirteenth century until 1870, English Common law held that most of the property that a wife had owned as a 'feme sole' came under the control of the husband at the time of the marriage“. (deutsch: Seit dem frühen 13. Jahrhundert galt im englischen Common Law, dass der meiste Besitz, der der Frau als 'feme sole' gehört hatte, unter die Kontrolle ihres Ehemanns kam – zum Zeitpunkt ihrer Eheschließung.) Verheiratete Frauen hatten wenig gesetzliche Rechte und waren vor dem Gesetz nicht als separate legale Wesen anerkannt – nur eine „feme sole“ war es. Im Gegensatz zur Ehefrau wurden alleinstehende und verwitwete Frauen nach dem Common Law als „femes sole“ betrachtet. Sie hatten natürlich das Recht auf Eigentum unter ihrem eigenen Namen.
Wenn eine Frau zur Ehefrau wurde, blieb ihr noch das Recht, ihr Land oder Haus legal, also formell zu besitzen, aber sie hatte keine Befugnisse mehr, irgendetwas damit anzufangen, wie ein Haus zu vermieten oder ein Stück Land zu verkaufen. Ohne die Zustimmung ihres Ehemannes ging nichts. Sie konnte keine Verträge abschließen oder Schulden machen ohne seine Billigung. Sie selbst konnte auch nicht vor Gericht klagen oder vor Gericht angeklagt werden.
Nur die ausgesprochen Wohlhabenden waren ausgenommen von diesen Gesetzen: Unter den „Rules of Equity“ (Billigkeitsregeln) konnte ein Teil des Besitzes der verheirateten Frau in der Form eines Trusts (Sondervermögen) für ihren Gebrauch oder den Gebrauch ihrer Kinder herausgelöst werden. Die Verfahrenskosten bei der Errichtung eines Trusts machten diesen für die große Mehrheit der Bevölkerung unbezahlbar.
In den 1850er Jahren begannen Frauen damit, die Gesetzgebung in Gang zu bringen, viele Jahre bevor es selbst erfolgreich verabschiedet wurde. Zu dieser Zeit hatte eine Gruppe von Frauen für dieses Gesetz ohne Erfolg geworben. Eine wichtige Frau, die sich um diese Angelegenheit kümmerte, war Barbara Leigh Smith Bodichon (1827–1891). Sie war rührig in ihrer Werbung für Frauenrechte und publizierte 1854 A Brief Summary of the Laws in England concerning Women: together with a few observations thereon. (deutsch: Eine kurze Zusammenfassung der englischen Gesetze, Frauen betreffend, zusammen mit einigen Beobachtungen dazu.) Sie arbeitete hart für die Reform der „Married Women’s Property Laws“. Als Künstlerin half sie 1857 auch, die „Society for Female Artists“ zu etablieren. 1865 begründete sie die nur für Frauen gedachte „Kensington Society“, für die sie 1866 den Text Reasons for the Enfranchisement of Women (deutsch: Gründe für das Frauenwahlrecht) schrieb. Sie war auch eine Freundin von George Eliot (Mary Ann Evans), die Middlemarch verfasste.
1868 wurden die Bemühungen zur Durchsetzung des Gesetzes neu belebt; in diesem Jahr wurde dieses Gesetz, „Married Women’s Property Bill“, dem Parlament vorgelegt, das vorschlug, dass die verheirateten Frauen dieselben Eigentumsrechte wie die unverheirateten Frauen haben sollten. Eine lange und energiegeladene Kampagne von verschiedenen Frauengruppen und einigen Männern führte 1870 zur Verabschiedung des Gesetzes.
Das Fraueneigentumsgesetz „Married Women’s Property Act of 1870“ sorgte dafür, dass durch eigene Arbeit oder durch Erbschaft erworbene Löhne und Besitz als getrennter Besitz der Frau betrachtet werden musste, ungeachtet der Herkunft und ungeachtet des Zeitpunkts des Erwerbs. Das Gesetz schützte eine Frau nicht nur davor, dass ihr Ehemann die Kontrolle über ihr Eigentum gewann, sondern auch vor Leuten, die für ihn arbeiteten, seine Gläubiger: „These acts generally exempted married women’s property from attachments by creditors of their husbands.“ (deutsch: Diese Gesetze nahmen generell das Eigentum von verheirateten Frauen davor aus, dass Gläubiger ihrer Ehemänner darauf zugriffen.) Dies ermöglichte den verheirateten Frauen die Schaffung eines getrennten gesetzlichen Eigentums und erlöste sie von der Geschlechtsvormundschaft. Es war zum ersten Mal theoretisch möglich, dass verheiratete Frauen getrennt von ihren Ehemännern lebten und ihre eigenen Kinder selbst versorgen konnten. Verwitwete Frauen mit Kindern hatten als femes soles allerdings dieses Recht auf eigenen Besitz und auf Versorgung ihrer Kinder schon vorher.

## Inhalte des Gesetzes
Die wichtigsten Abschnitte des Gesetzes waren:
- 1.) Arbeitslöhne und Einkommen, was eine Frau verdient, musste in ihrer Hand bleiben für ihre separate Nutzung, unabhängig von ihrem Ehemann. Der Begriff Erwerbseinkommen umfasst das Geld aus irgendeinem Arbeitsverhältnis, aus Beschäftigung oder Handel, oder aus dem Gebrauch einer Begabung, wie sie die literarische, wissenschaftliche oder künstlerische Fähigkeit darstellt, mit der man Geld verdient hat. Dieser Abschnitt umfasste auch die Investments, die man mit diesem verdienten Geld getätigt hatte.

- 2.) Dieser Abschnitt behandelte vorwiegend die Erbschaft von Eigentum. Einer Ehefrau wurde es gestattet, jeden Besitz, den sie von ihrer engeren Verwandtschaft erbte, als ihren eigenen zu behalten, sofern dieser Besitz nicht in einem gesetzlichen Trust (Sondervermögen) eingebunden war. Sie durfte auch Geld bis zu einer Summe von 200 Pfund erben.

- 3.) Dieser Abschnitt erlaubte einer verheirateten Frau, weiterhin Mietobjekte in ihrem eigenen Namen zu besitzen und vermietetes Eigentum zu erben.

- 4.) Dieser Abschnitt machte verheiratete Frauen verantwortlich dafür, den Unterhalt ihrer Kinder mittels der Gewinne aus ihrem persönlichen Eigentum zu gewährleisten. Aber es betonte auch die Verantwortung der Ehemänner für den Unterhalt ihrer Kinder. Als Ergebnis machte dieser Abschnitt beide Elternteile gesetzlich dafür verantwortlich, weil beide Elternteile getrenntes eigenes Vermögen besaßen.

## Fehlende Bestimmungen
- Das Gesetz beschäftigte sich meist mit dem Verdienst der verheirateten Frauen und war nicht sehr genau, wenn es um die Eigentumsrechte der verheirateten Frauen ging. Ein Hauptmangel war, dass jeglicher persönlicher Besitz (englisch: personalty) im Gegensatz zum Immobilienbesitz, den eine Frau vor der Hochzeit unter ihrem Namen besaß, gesetzlich zu dem Besitz ihres Ehemanns wurde: Geld. Möbel, Anlagen und Lebendvieh.[9]
- Frauen, die später heirateten, waren berechtigt, bis zur recht beträchtlichen Summe von 200 Pfund an Besitz in ihrem Namen von ihren nächsten Verwandten zu erben. Über einen höheren Betrag wurde nichts ausgesagt.
- Das Gesetz war nicht rückwirkend; alle Frauen, die vorher verheiratet waren, konnten sich nicht in ihren früheren Stand zurückversetzen und bekamen den Besitz aus der Vorzeit der Ehe nicht mehr (wenn sie einen hatten). Dies begrenzte die Wirkung des Gesetzes beträchtlich.

## Erbe und Nachwirkungen
Die volle Bedeutung des Gesetzes war die, dass zum ersten Mal in der britischen Geschichte es frisch verheirateten Frauen auf Dauer gesetzlich erlaubt war, ihre eigenen Einkünfte zu behalten und Besitz zu erben. Es verpflichtete die verheirateten Frauen auch zum gesetzlichen Unterhalt ihrer Kinder wie es bei ihren Gatten der Fall war. Frauen, die vor dem Gesetz geheiratet hatten, verloren ihr Besitzrecht. Sie hatte auch keine Autoritätsbefugnis über all ihren Kindern, die sie während der Ehe geboren hatten, “which deprived her of all authority over her children and of any contractual capacity during his [her husband's] life”. (deutsch: was sie jeglicher Gewalt über ihre Kinder und jeglicher Verfügungsmöglichkeit während seines [ihres Ehemanns] Lebens beraubte)
Als dieses Gesetz in Kraft trat, war dies zu einer Zeit, in der Frauen sehr wenig Rechte hatte. Frauen hatten kein Wahlrecht bei den Parlamentswahlen. Es könnte behauptet werden, dass dieses Gesetz den Weg in Richtung Frauenwahlrecht „geebnet“ habe, da es die weiblichen Besitzrechte ausweitete. Es sollte nicht übersehen werden, dass aus einem Grund den Frauen dieses Wahlrecht abgesprochen wurde:
“Coverture was also used as a reason to deny women the vote and public office because of the assumption that a married woman would be represented by her husband. The end of coverture certainly ranks along with suffrage as the sine qua non [inception] of public recognition of women’s autonomy and personhood”.
(deutsch: Coverture [Eheliche Vormundschaft] wurde auch als Grund angeführt, den Frauen die Wahl und öffentliche Ämter zu verbieten, weil die Annahme bestand, dass eine verheiratete Frau durch ihren Ehegatten repräsentiert würde. Das Ende der ehelichen Vormundschaft geht sicherlich einher mit dem Frauenwahlrecht als dem sine qua non, dem [Beginn] der öffentlichen Anerkennung der Autonomie der Frauen und ihrer eigenen Person.)
Frauen wurden zuvor nicht als Individuen betrachtet, die ihr eigenes Stimmrecht haben und schon gar nicht gewählt werden konnten; ihre Ehemänner übernahmen traditionsgemäß die Kontrolle dieser Angelegenheiten.
Das Gesetz half dabei mit, die Fundamente für eine weiterführende, mit mehr Rechten versehene Version des Gesetzes zu legen, des Married Women’s Property Act 1882, Und auch für das Wahlrechtsreformgesetz von 1918 war es wichtig, das Representation of the People Act 1918, das vielen Frauen über 30 Jahren das Wahlrecht für das Vereinigte Königreich verlieh.

## Zeitgenössische Kritik

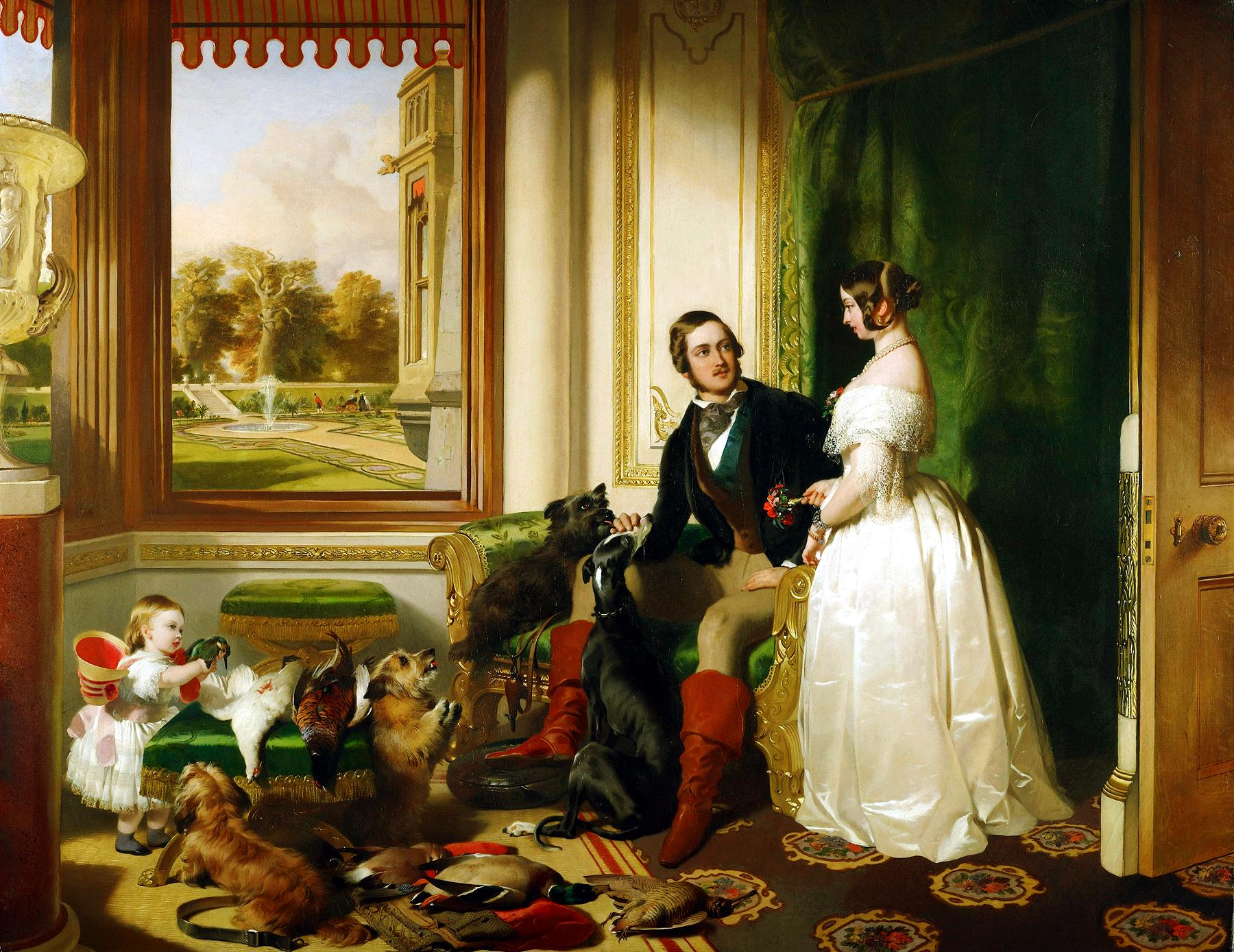
Das königliche Paar in Windsor, ein Vorbild für das glückliche Heim?

Es gab nach der Verabschiedung des Gesetzes 1870 viele negative Rückmeldungen. Einige Leute sagten, dass das Gesetz nicht auf das Wohl der Frauen ausgerichtet sei, sondern sich tatsächlich eher mit dem Betrügereien beschäftige, die verheiratete Paare begingen, wenn es um die Umgehung des Schuldrechts ging. Viele Feministen und Feministinnen sahen im Gegensatz dazu dieses Gesetz als großen Erfolg für die verheirateten Frauen an, denn um die Frauen ging es ihnen vor allem.
Extreme Ansichten, wohl vor allem aus der Oberschicht, waren, dass die Idee, dass jeder Ehegatte dem anderen gleich sei, komplett absurd sei. Die Doktrin des Gesetzes von der ehelichen Gleichheit wurde als barbarisch und halbzivilisiert verdammt. Statt über die Gleichheit zu diskutieren wurde eher darüber gesprochen, wie negativ das Gesetz sich in einem Haushalt auswirke, weil es der Grund für häusliche Streitigkeiten sein würde. Es wurde behauptet, dass ein Haus nur dann ein wahrhaft glückliches Heim sein könne, wenn der Ehemann das Sagen hatte und die Ehefrau unterwürfig und gehorsam sei.
“There was no place in the Victorian home for disputes between husbands and wives if the home was to be the ‘sweetest, cheerfullest place’ that the husband could find refuge in. Within the terms of separate spheres ideology, this household harmony could only be achieved by the total subordination of women to their husbands”.
(deutsch: Es gab in einem Viktorianischen Heim keinen Platz für Streitigkeiten zwischen Ehemännern und Ehefrauen, wenn es darum ging, dass das Heim der 'süßeste, freudenvollste Platz' sein sollte, in dem der Ehemann Zuflucht vom äußeren Leben finden konnte. Unter den Regeln der Ideologie von den getrennten Lebensbereichen konnte diese häusliche Harmonie nur dann aufrechterhalten werden, wenn sich die Frauen vollständig den Männern unterordneten.)

## Zitierte Literatur
- Mary Beth Combs: A Measure of Legal Independence. The 1870 Married Women’s Property Act and the Portfolio Allocations of British Wives. In: The Journal of Economic History. Band 65, Nr. 4, Dezember 2005, S. 1028–1057, doi:10.1017/s0022050705000392, JSTOR:3874913 (englisch).

- Ben Griffin: Class, Gender, and Liberalism in Parliament, 1868-1882: The Case of the Married Women’s Property Acts. In: The Historical Journal. Band 46, Nr. 1, März 2003, ISSN 1469-5103, S. 59–87, doi:10.1017/s0018246x02002844 (englisch).

- Mary Lyndon Shanley: Suffrage, Protective Labor Legislation, and Married Women’s Property Laws in England. In: Signs. Band 12, Nr. 1, 1986, S. 62–77, doi:10.1086/494297 (englisch).

## Weitere Literatur
- Der Text des Gesetzes Abgerufen am 30. März 2019
- Arthur Hobhouse: On the forfeiture of property by married women Manchester, A. Ireland & Co. 1870